# Estadio Mundialista de Jeju
El Estadio Mundialista de Jeju (제주월드컵경기장 en hangul, Jeju World Cup Stadium en inglés), es un estadio multifuncional ubicado en la ciudad de Seogwipo (en hangul: 서귀포시), de la provincia insular de Jeju en Corea del Sur. Es el estadio donde juega de local el Jeju United FC en la K-League.

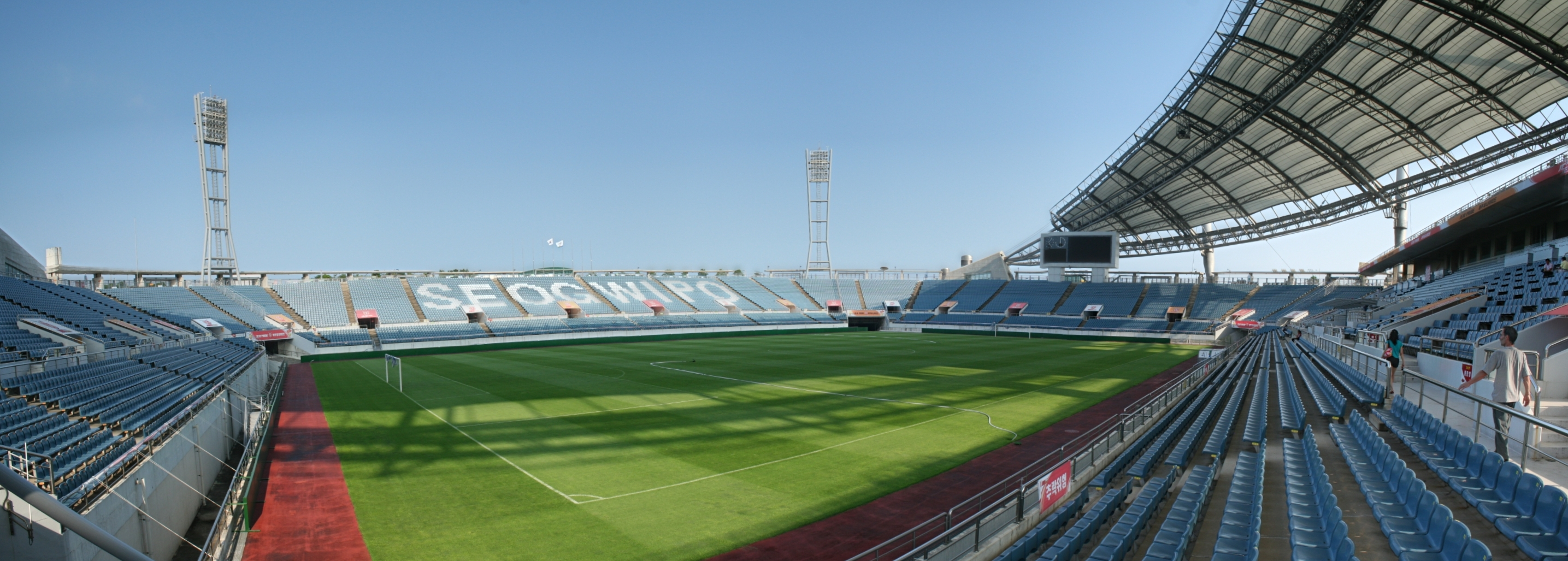

## Copa Mundial de Fútbol de 2002
| Fecha      | Selección | Resultado | Selección | Ronda            |
| ---------- | --------- | --------- | --------- | ---------------- |
| 08-06-2002 | Brasil    | 4 - 0     | China     | Grupo C          |
| 12-06-2002 | Eslovenia | 1 - 3     | Paraguay  | Grupo B          |
| 15-06-2002 | Alemania  | 1 - 0     | Paraguay  | Octavos de final |

## Partidos del Mundial de Fútbol Sub-20 2017
| Fecha      | Selección  | Resultado | Selección  | Ronda            |
| ---------- | ---------- | --------- | ---------- | ---------------- |
| 21-05-2017 | Zambia     | 2 - 1     | Portugal   | Grupo C          |
| 21-05-2017 | Irán       | 1 - 0     | Costa Rica | Grupo C          |
| 24-05-2017 | Zambia     | 4 - 2     | Irán       | Grupo C          |
| 24-05-2017 | Costa Rica | 1 - 1     | Portugal   | Grupo C          |
| 26-05-2017 | Alemania   | 3 - 2     | Vanuatu    | Grupo B          |
| 26-05-2017 | Guinea     | 0 - 5     | Argentina  | Grupo A          |
| 31-05-2017 | Zambia     | 4 - 3     | Alemania   | Octavos de final |